# Bourbonia bifasciata
Bourbonia bifasciata är en skalbaggsart som beskrevs av Jordan 1894. Bourbonia bifasciata ingår i släktet Bourbonia och familjen långhorningar. Inga underarter finns listade i Catalogue of Life.